# 耿一偉
耿一偉（1969年—），台灣花蓮人，畢業於台灣大學哲學系，1996至1999年赴捷克，就讀布拉格音樂學院非語言與喜劇研究所，學習非語言劇場。
從事寫作、劇場評論、教學與策展，2017年參與台北美術館和韓國光州市美術館跨國合作交流展覽「社交場Arena」。現為衛武營國家戲劇文化中心戲劇顧問（2018─），曾任臺北藝術節藝術總監（2012─2017），桃園鐵玫瑰藝術節策展人(2018─2022)，目前為台北藝術大學與台灣藝術大學戲劇系兼任助理教授。
曾於2017獲頒德台友誼勳章、2019年獲頒法國藝術與文學勳章，2023年獲得德國歌德獎章，是首位獲得歌德獎章（Goethe Medal）的台灣人。
曾獲第三屆倪匡科幻論述組首獎，入選La Vie雜誌「2017台灣創意力100」，著有《哲學小分隊︰暴擊藝術世界的45問》2024、《閱讀在靈光消逝的年代裡》、《文化領導力的80個關鍵字》、《故事創作Tips:32堂創意課》、《喚醒東方歐蘭朵》、《羅伯威爾森:光的無限力量》、《動作的文藝復興:現代默劇小史》等，譯有《劍橋劇場研究入門》、《空的空間》、《布拉格畫像》、《給菲莉絲的情書》等。譯有《劇場與城市》、《給菲莉絲的情書：卡夫卡的文學告白》、《劍橋劇場研究入門》、《空的空間》、《布拉格畫像》2007、《恰佩克的秘密花園》2002與《哈維爾戲劇選》（合譯）2004。主編有《未來藝術革命手冊》、《劇場關鍵字》與牯嶺街小劇場劇場手邊書系列（九冊）等。